# بيلين دي اسكوبار (مدينة)
بيلين دي اسكوبار (بالإسبانية: Belén de Escobar)‏ هي منطقة سكنية تقع في الأرجنتين في Escobar Partido.[بحاجة لمصدر] يقدر عدد سكانها بـ 48,935 نسمة وترتفع عن سطح البحر 19 متر.

## أعلام
- برونو زوكوليني